# Fritz Vogler
Fritz Vogler (* 1. Juni 1926; † Juli 1997) war ein deutscher Fußballspieler. 

## Karriere
Fritz Vogler war als Fußballspieler für die SG 07 Untertürkheim in Stuttgart aktiv. Des Weiteren spielte er später auch Erstligafußball, in der Oberliga Süd bestritt er 97 Spiele im Trikot der Stuttgarter Kickers und 33 Spiele in der II. Division.

## Sonstiges
Beruflich arbeitete der Abwehrspieler als LKW-Fahrer.